# 村木裕隆
村木 裕隆（むらき ひろたか）は、日本の総務官僚。総務省行政管理局長や、総務省人事・恩給局長、総務審議官を歴任した。

## 人物・経歴
岡山県出身。1975年 東京大学経済学部卒業、総理府入府。1985年7月 内閣官房内閣審議室。1987年6月 総務庁人事局企画調整課長補佐。2001年1月 総務省人事・恩給局総務課長。総務省大臣官房会計課長、総務省人事・恩給局次長、総務省大臣官房政策評価審議官兼電気通信事業紛争処理委員会事務局長、総務省行政管理局長等を経て、2008年から総務省人事・恩給局長を務め、国家公務員制度改革推進本部労使関係制度検討委員会委員なども務めた。2011年 総務審議官（行政制度担当）。2012年 総務省顧問。同年 総務省顧問退任。退官後は、東芝総合人材開発株式会社顧問や、総務省恩給審査会委員を務めた。2022年、瑞宝重光章受章。